# Torsten de Winkel
Torsten de Winkel (Fráncfort del Meno, Alemania, 6 de enero de 1965) es un reconocido guitarrista,[cita requerida] compositor y productor alemán.

## Biografía
Saliendo del instituto con una recomendación de talento superior desde la Fundación Académica de Alemania, publicó su primer disco "Mastertouch" (EMI Electrola) en 1985. Trabajó en Alemania y EE. UU. con artistas como Billy Cobham, Naná Vasconcelos, Ernie Watts, Hellmut Hattler, Joachim Kühn, Joo Kraus, Udo Jürgens y otros.
Desde 1986 a 1991, fue miembro del grupo californiense Steve Smith's Vital Information, siguiendo a Mike Stern y Frank Gambale como guitarrista del grupo.
En 1989 se trasladó desde Fráncfort al Berklee College of Music en Boston, donde estudió música, filosofía y psicología (summa cum laude), y en 1993 desde Boston a Nueva York, donde trabajó como guitarrista y multiinstrumentista con un extraordinariamente ancho abanico de líderes de la escena internacional, entre ellos ganadores del premio Grammy® como Pat Metheny Group, Michael Brecker, Joe Zawinul, Whitney Houston, Grandmaster Flash y varios otros. En 1995, fundó la New York Jazz Guerrilla red de artistas y discográfica. En 1996, fue codirector de "Long Time Coming", un proyecto de reconciliación alemana-israelí. Es creador de un sistema alternativo de acercar estudiantes a la improvisación a base de triadas y de un desarrollo motífico llamado "Training Intuition", cual ha enseñado en varias universidades y conservatorios del mundo.
Desde 2005, es director musical del Bimbache openART Festival El Hierro (Islas Canarias), en cuyos convivencias multiculturales participan músicos de los 5 continentes, creando una fusión del folclore tradicional de El Hierro, estilos tradicionales de todo el mundo y el jazz.
El disco "Bimbache Jazz y Raíces - La Condición Humana", producido por de Winkel con participación de María Mérida, Gregoire Maret, José Luis Sánchez de Los Panchos, Kike Perdomo, Hellmut Hattler, Kai Eckhardt, miembros de los conjuntos folclóricos herreños Tejeguate, Sabinosa y Joapira y muchos otros, fue el proyecto musical mejor valorado por el Gobierno de Canarias en 2007. Desde entonces, Bimbache openART se ha convertido en un importante factor en la percepción externa de la isla de El Hierro y sus proyectos de sostenibilidad.
En 2008, fue invitado a participar en various proyectos y grabaciones con artistas españoles como Jorge Pardo o Chano Domínguez, y a presentar su trabajo en la EXPO de Zaragoza y en festivales en Hamburgo, Fráncfort, Copenhague, Nanjing (China) y otros lugares.

## Discografía
- 1985: Mastertouch (con Michael Brecker, Kai Eckhardt, Billy Cobham, Joachim Kühn, Ernie Watts, Hellmut Hattler, Alphonse Mouzon, Nippy Noya).
- 1989: Humanimal Talk (con Naná Vasconcelos, Hellmut Hattler, Kai Eckhardt, Joel Rosenblatt).
- 1991: Acoustic Quartet Live (con Bob Moses, Larry Grenadier, Ole Mathisen).
- 1993: Tribute: Talking To The Spirits (con Bob Moses, Larry Grenadier, Ole Mathisen).
- 1997: Long Time Coming (con Al Foster, Buster Williams, Sasi Shalom, Ravi Coltrane, Jill Seifers).
- 1998: New York Jazz Guerrilla - Method To The Madness *part 1 (con Michael Brecker, Lyle Mays, Matt Garrison, Gary Peacock y varios otros).
- 2006: Live at the Blue Note and Other Rough Cuts (with Gwilym Simcock, Audun Waage, Tobias Backhaus, Hanns Höhn).
- 2008: Bimbache Jazz y Raíces - La Condición Humana (con Gregoire Maret, Boris Kozlov, María Mérida, Nantha Kumar, Audun Waage, Gwilym Simcock, T. B. Backhaus y otros.)

Con otros
- Pat Metheny: Secret Story Live (DVD, LD & VHS) / This World (CD, Italy) / Tonight Show.
- Steve Smith’s Vital Information: Fia Fiaga (SONY Columbia) / VitaLive (como compositor).
- Aziza Mustafa Zadeh & Bill Evans, Omar Hakim y otros.: Inspiration (SONY)
- Alphonse Mouzon: The Sky Is The Limit / Love Songs And Ballads.
- The Tab Two: Flagman Ahead / Belle Affaire / Sonic Tools / Tab Two (todos Virgin) / Mind Movie / Space Case / Hip Jazz / Between Us / Live (todos Polydor).
- Hellmut Hattler: Heartware (Vielklang) / No Eats Yes (Polydor) / Bass Cuts / The Big Flow / Live Cuts / Gotham City Beach Club Suite (todos Bassball).
- XXL: El Jazz Latino (SONY) / The Funky Stuff (SONY).
- Soulfit: Vision Of Peace
- Core 22: Nuance (BMG)
- Deep Dive Corp.: Beware Of Fake Gurus
- Kike Perdomo: AC&Funk
- Carola Grey: Drum Attack!
- DKay
- Various Artists: Basstorius (con Matt Garrison) / Mysterious Voyages - A Tribute To Weather Report (con Scott Kinsey).

Video (TV)
- 1986: Torsten de Winkel Mastertouch Band (Hessischer Rundfunk, 3SAT) con Ernie Watts, Steve Smith, Tom Coster, Kai Eckhardt-Karpeh.
- 1987: Jazz In Concert: Torsten de Winkel-Randy Brecker (DRS, 3SAT) con Simon Phillips, Kai Eckhardt, Mark Grey, Jody Linscott.
- 1997: New York Jazz Guerrilla (Hessischer y Bayerischer Rundfunk) con Ravi Coltrane, Terri Lyne Carrington, Jamey Haddad, Christian Lohr, Matt Penman.